# Coupe de Luxembourg 2012-2013
La Coppa di Lussemburgo 2012-2013 è la 91ª edizione del torneo. La competizione è iniziata il 2 settembre 2012 ed è terminata il 17 maggio 2013. Il F91 Dudelange è il detentore del titolo. Il Jeunesse Esch ha vinto il trofeo per la tredicesima volta nella sua storia.

## Calendario
| Fase        | Turno            | Partita Unica          |                        |
| ----------- | ---------------- | ---------------------- | ---------------------- |
| Preliminari | 1º turno         | 2 settembre 2012       | 2 settembre 2012       |
| Preliminari | 2º turno         | 16 settembre 2012      | 16 settembre 2012      |
| Preliminari | 3º turno         | 5/7 ottobre 2012       | 5/7 ottobre 2012       |
| Preliminari | 4º turno         | 27/28 ottobre 2012     | 27/28 ottobre 2012     |
| Preliminari | 5º turno         | 16/18 novembre 2012    | 16/18 novembre 2012    |
| Fase Finale | Ottavi di finale | 1/2 dicembre 2012      | 1/2 dicembre 2012      |
| Fase Finale | Quarti di finale | 1º maggio 2013         | 1º maggio 2013         |
| Fase Finale | Semifinali       | 8 maggio/9 maggio 2013 | 8 maggio/9 maggio 2013 |
| Fase Finale | Finale           | 17 maggio 2013         | 17 maggio 2013         |

## Primo turno
| Squadra 1                      | Risultato | Squadra 2                       |
| ------------------------------ | --------- | ------------------------------- |
| 2 settembre 2012               |           |                                 |
| Ehlerange                      | 4 – 1     | Kischpelt Wilwerwiltz V         |
| Jeunesse Useldange V           | 2 – 1     | FC Schengen V                   |
| AS Hosingen IV                 | 1 – 0     | Olympia Christnach/Waldbillig V |
| Kehlen                         | 6 – 1     | FC Red Black/Egalité 07 V       |
| US Rambrouch V                 | 3 – 5     | Etoile Sportive Clemency IV     |
| Claravallis Clervaux V         | 0 – 6     | FC Schifflingen 95 IV           |
| Racing Heiderscheid/Eschdorf V | 0 – 4     | Syra Mensdorf IV                |
| FC Koerich/Simmern V           | 0 – 1     | Rupensia Lusitanos Larochette V |
| FC Noertzange HF V             | 2 – 3     | Jeunesse Schieren IV            |
| Racing Troisvierges IV         | 0 – 3     | AS Luxemburg/Porto IV           |
| FC Kopstal 33 IV               | 2 – 0     | Jeunesse Gilsdorf V             |
| AS Wincrange IV                | 4 – 1     | Les Ardoisiers Perlé V          |
| Red Star Merl/Belair V         | 2 – 1     | US Folschette IV                |
| SC Ell IV                      | 5 – 1     | Sporting Beckerich V            |
| Blo-Weiss Medernach IV         | 4 – 2     | Tricolore Gasperich IV          |
| Etoile Sportive Schouweiler V  | 5 – 0     | Excelsior Grevels IV            |
| Sporting Bertrange IV          | 3 – 1     | AS Colmar-Berg IV               |

## Secondo turno
| Squadra 1                       | Risultato   | Squadra 2                     |
| ------------------------------- | ----------- | ----------------------------- |
| 16 settembre 2012               |             |                               |
| US Reisdorf V                   | 0 – 5       | Etoile Sportive Schouweiler V |
| AS Hosingen IV                  | 2 – 7       | Union Remich/Bous IV          |
| US Moutfort/Medingen V          | 1 – 2       | Etoile Sportive Clemency IV   |
| Les Aiglons Dalheim V           | 3 – 2       | Syra Mensdorf IV              |
| CS Sanem IV                     | 3 – 1       | AS Luxemburg/Porto IV         |
| Sporting Bertrange IV           | 5 – 1       | Blo-Weiss Medernach IV        |
| Jeunesse Schieren IV            | 3 – 0       | Red Star Merl/Belair V        |
| FC Kopstal 33 IV                | 1 – 3       | FC Schifflingen 95 IV         |
| FC Brouch IV                    | 7 – 2 (dts) | Jeunesse Useldange V          |
| Alisontia Steinsel IV           | 1 – 2       | Résidence Walferdange IV      |
| Minière Lasauvage V             | 2 – 1       | FC Kehlen IV                  |
| FC Ehlerange IV                 | 1 – 2       | Sporting Bettembourg IV       |
| CS Bourscheid IV                | 2 – 0       | SC Ell IV                     |
| Rupensia Lusitanos Larochette V | 3 – 1       | Vinesca Ehnen V               |
| Union Mertert/Wasserbillig IV   | 4 – 0       | Jeunesse Biwer IV             |
| Red Boys Aspelt IV              | 0 – 1       | AS Wincrange IV               |

## Terzo turno
| Squadra 1                      | Risultato         | Squadra 2                               |
| ------------------------------ | ----------------- | --------------------------------------- |
| 5/7 ottobre 2012               |                   |                                         |
| US Esch III                    | 3 – 1 (dts)       | AS Wincrange IV                         |
| Sporting Bettembourg IV        | 2 – 1             | Berdenia Berburg III                    |
| FC Cebra 01 III                | 1 – 0             | Rupensia Lusitanos Larochette V         |
| FC Avenir Beggen III           | 1 – 2             | US Feulen III                           |
| Daring Echternach III          | 0 – 3             | FC Minerva Lintgen III                  |
| Atert Bissen III               | 4 – 2             | SC Steinfort III                        |
| FC Lorentzweiler III           | 0 – 0 (4 - 5 dcr) | Jeunesse Junglinster III                |
| US Berdorf/Consdorf III        | 6 – 0             | FC Green Boys 77 Harlange-Tarchamps III |
| Etoile Sportive Clemency IV    | 4 – 4 (3 - 5 dcr) | Minière Lasauvage V                     |
| CS Sanem IV                    | 3 – 3 (4 - 1 dcr) | Union Remich/Bous IV                    |
| Orania Vianden III             | 1 – 2             | Luna Obercorn III                       |
| FC 47 Bastendorf III           | 1 – 2             | Marisca Mersch III                      |
| FC Schifflingen 95 IV          | 2 – 1             | Etoile Sportive Schouweiler V           |
| CS Bourscheid IV               | 0 – 4             | FC Pratzerthal/Rédange III              |
| Union Mertert/Wasserbillig IV  | 6 – 2             | US Boevange/Attert III                  |
| Yellow Boys Weiler-la-Tour III | 3 – 2 (dts)       | Sporting Mertzig III                    |
| FC Rodange 91 III              | 4 – 3             | FC Koeppchen Wormeldange III            |
| The Belval Belvaux III         | 1 – 0 (dts)       | Blo-Weiss Itzig III                     |
| Résidence Walferdange IV       | 2 – 1             | Titus Lamadelaine III                   |
| Sporting Bertrange IV          | 6 – 0             | Les Aiglons Dalheim V                   |
| Jeunesse Schieren IV           | 1 – 2             | Blue Boys Muhlenbach III                |
| FC Brouch IV                   | 1 – 1 (6 - 5 dcr) | FC Munsbach III                         |

## Quarto turno
| Squadra 1                               | Risultato         | Squadra 2                     |
| --------------------------------------- | ----------------- | ----------------------------- |
| 27/28 ottobre 2012                      |                   |                               |
| CS Sanem IV                             | 0 – 4             | FC Swift Hesperange II        |
| FF Norden 02 II                         | 0 – 6             | US Berdorf/Consdorf III       |
| US Feulen III                           | 3 – 2             | Sporting Bettembourg IV       |
| US Esch III                             | 3 – 0             | FC UNA Strassen II            |
| Blue Boys Muhlenbach III                | 0 – 2             | Union Mertert/Wasserbillig IV |
| Jeunesse Junglinster III                | 0 – 5             | US Rumelange II               |
| FC Pratzerthal/Rédange III              | 0 – 4             | CS Oberkorn II                |
| Atert Bissen III                        | 3 – 2             | FC Minerva Lintgen III        |
| Yellow Boys Weiler-la-Tour III          | 3 – 1             | FC Schifflingen 95 IV         |
| FC Rodange 91 III                       | 4 – 4 (5 - 6 dcr) | FC Erpeldange 72 II           |
| FCM Young Boys Diekirch II              | 2 – 1             | Minière Lasauvage V           |
| FC Mondercange II                       | 0 – 5             | Sporting Bertrange IV         |
| Marisca Mersch III                      | 3 – 1             | FC Mamer 32 II                |
| Résidence Walferdange IV                | 0 – 1             | US Sandweiler II              |
| Luna Obercorn III                       | 2 – 3             | FC Victoria Rosport II        |
| FC Brouch IV                            | 1 – 4             | US Hostert II                 |
| Alliance Aischdall Hobscheid/Eischen II | 1 – 3             | FC Cebra 01 III               |
| US Mondorf-les-Bains II                 | 2 – 1             | The Belval Belvaux III        |

## Quinto turno
| Squadra 1                     | Risultato         | Squadra 2                      |
| ----------------------------- | ----------------- | ------------------------------ |
| 16/18 novembre 2012           |                   |                                |
| US Feulen III                 | 0 − 4             | Wiltz 71                       |
| Marisca Mersch III            | 0 – 3             | Differdange 03                 |
| US Esch III                   | 1 – 4             | F91 Dudelange                  |
| US Hostert II                 | 3 – 3 (5 - 3 dcr) | Pétange                        |
| FC Cebra 01 III               | 0 – 3 (dts)       | Union 05 Kayl-Tétange          |
| US Rumelange II               | 1 – 3             | Jeunesse Esch                  |
| FC Victoria Rosport II        | 2 – 2 (3 - 5 dcr) | Käerjeng 97                    |
| US Berdorf/Consdorf III       | 0 – 7             | R.M. Hamm Benfica              |
| FC Erpeldange 72 II           | 3 – 2 (dts)       | Jeunesse Canach                |
| FC Swift Hesperange II        | 1 – 2             | Fola Esch                      |
| CS Oberkorn II                | 0 – 2             | Grevenmacher                   |
| Union Mertert/Wasserbillig IV | 0 – 2             | Etzella Ettelbruck             |
| FCM Young Boys Diekirch II    | 0 – 3             | Progrès Niedercorn             |
| US Mondorf-les-Bains II       | 0 – 2             | RU Luxembourg                  |
| Sporting Bertrange IV         | 3 – 4 (dts)       | Yellow Boys Weiler-la-Tour III |
| Atert Bissen III              | 1 – 0             | US Sandweiler II               |

## Ottavi di finale
| Squadra 1          | Risultato   | Squadra 2             |
| ------------------ | ----------- | --------------------- |
| 1/2 dicembre 2012  |             |                       |
| F91 Dudelange      | 4 – 1 (dts) | Union 05 Kayl-Tétange |
| Yellow Boys        | 2 – 3       | Atert Bissen          |
| Etzella Ettelbruck | 0 – 7       | Differdange 03        |
| Progrès Niedercorn | 2 – 1       | RU Luxembourg         |
| Fola Esch          | 1 – 2       | Jeunesse Esch         |
| Erpeldange 72      | 1 – 4       | Hostert               |
| Käerjeng 97        | 1 – 0       | R.M. Hamm Benfica     |
| Grevenmacher       | 4 − 2 (dts) | Wiltz 71              |

## Quarti di finale
| Squadra 1      | Risultato         | Squadra 2          |
| -------------- | ----------------- | ------------------ |
| 1º maggio 2013 |                   |                    |
| Hostert        | 1 – 2 (dts)       | Grevenmacher       |
| Differdange 03 | 2 – 0             | Atert Bissen       |
| Käerjeng 97    | 1 – 0             | Progrès Niedercorn |
| Jeunesse Esch  | 0 – 0 (3 - 1 dcr) | F91 Dudelange      |

## Semifinali
| Squadra 1         | Risultato | Squadra 2     |
| ----------------- | --------- | ------------- |
| 8 / 9 maggio 2013 |           |               |
| Käerjeng 97       | 0 - 2     | Jeunesse Esch |
| Differdange 03    | 1 - 0     | Grevenmacher  |

## Finale
| Arbitro: | Alain Durieux |

|                      |           |                     |
| Ibrahimović 17’, 19’ | Marcatori | 37’ (rig.) Franzoni |